# Comité d’histoire de la ville de Paris
Die Historische Kommission der Stadt Paris (Comité d’histoire de la ville de Paris) wurde 2007 durch den Bürgermeister der Stadt Paris gegründet. Es handelt sich um eine den Stadtrat beratende Kommission mit Vorschlagsrecht. Von 2007 bis 2013 saß Jean Favier dem Gremium vor. Seit 2013 ist die Historikerin Danielle Tartakowsky Vorsitzende. Die Kommission umfasst eine wechselnde Zahl von Mitgliedern; 2021 waren es 49, davon 9 Vertreter zentraler Kulturinstitutionen, im Oktober 2024 waren es 58, davon 11 Vertreter von Kulturinstitutionen. Die persönlich berufenen Mitglieder sind Lehrende von französischen und internationalen Universitäten, französischen Elitehochschulen wie Sciences Po oder der École des hautes études en sciences sociales (EHESS) oder dem nationalen Forschungsinstitut CNRS. Daneben sind mehrere Direktorinnen und Direktoren wichtiger Kultureinrichtungen, die sich mit der Geschichte von Paris von der Antike bis heute beschäftigen, Mitglieder als Vertreter ihrer Institutionen (membres ès qualités). Hierzu zählen das Nationalarchiv und diverse Pariser Museen.
Die Kommission organisiert Ausstellungen, Konferenzen, Kolloquien und Seminare und gibt wissenschaftliche Publikationen zur Stadtgeschichte heraus. Außerdem vergibt sie den Augustin-Thierry-Preis der Stadt Paris. Als Verwaltungseinheit steht der Kommission das Département de l’histoire, de la mémoire et des musées associatifs (DHMMA) zur Verfügung, das zum Kulturamt der Stadt gehört.

## Mitglieder (Auswahl)
Neben der Vorsitzenden Danielle Tartakowsky sind Mitglied der Kommission unter anderem (Quelle: Stadt Paris, Oktober 2024):
- Éric Anceau, Professor an der Universität von Lothringen, Nancy/Metz
- Claire Andrieu, emeritierte Professorin an Sciences Po, Paris
- Jean-Pierre Azéma, Honorarprofessor an Sciences Po, Paris
- Christophe Charle, emeritierter Professor an der Universität Paris 1 Panthéon-Sorbonne
- Quentin Deluermoz, Professor an der Universität Paris-Cité
- Claude Gauvard, emeritierte Professorin an der Universität Paris 1 Panthéon-Sorbonne
- Laurent Joly, Forschungsleiter am CNRS
- Steven L. Kaplan, Professor an der Cornell-Universität (USA)
- Florence Tamagne, Dozentin (maîtresse de conférences) an der Universität von Lille